# Bloc de Progrés Jaume I de l'Alcúdia
El Bloc de Progrés Jaume I de l'Alcúdia és una associació cultural valenciana que treballa per la recuperació de la llengua i de la identitat del País Valencià en l'àmbit local. Fundada a l'Alcúdia l'any 1995 per un grup de veïns compromesos amb la cultura i la llengua valenciana, Josep Lluís Bausset i Ciscar és el seu president honorífic. En 2013 va ser premiada per l'Associació d'Escriptors en Llengua Catalana.
Com a entitat originàriament lligada a Acció Cultural (impulsora del Bloc de Progrés Jaume I arreu del País), cada divendres més pròxim al 9 d'octubre el Bloc s'encarrega de convocar i de celebrar el Correllengua a nivell local, amb l'organització d'una cercavila pel poble que compta amb la participació dels grups folklòrics locals com el Grup de Dansa, els Negrets, les Cabudes i els Tornejants. En acabant té lloc el sopar de lliurament dels Premis Jaume I, que des de 1996 han distingit les persones, comerços i entitats compromeses amb la llengua i la cultura; cada un dels cinc premis diferents que s'atorguen duen el nom d'un personatge valencià que representen una categoria específica: així, el Premi Joan Fuster s'atorga a entitats i associacions dedicades a la cultura com Bromera, ACPV, la Universitat de València, l'AELC o El Temps; el Tio Canya pren el nom de la cançó homònima per destacar personalitats destacades en la defensa d'allò valencià com el mateix Bausset, Vicent Torrent, Toni Mestre, Escola Valenciana, TV3 o Josep Guia; l'Ovidi Montllor representa el món de les arts i se l'han endut el Grup de Dansa, Matilde Salvador, Paco Muñoz, Merxe Banyuls o Lluís Miquel; el Carles Salvador va adreçat a persones i entitats dedicades específicament a l'ús i la promoció de la llengua com les escoles i l'institut de secundària de l'Alcúdia en l'àmbit públic o l'Escola Gavina en el privat; finalment, el Vicent Andrés Estellés es dona als comerços o empreses locals destacat per la contribució a la dignificació de la llengua i la cultura valencianes.